# Anás

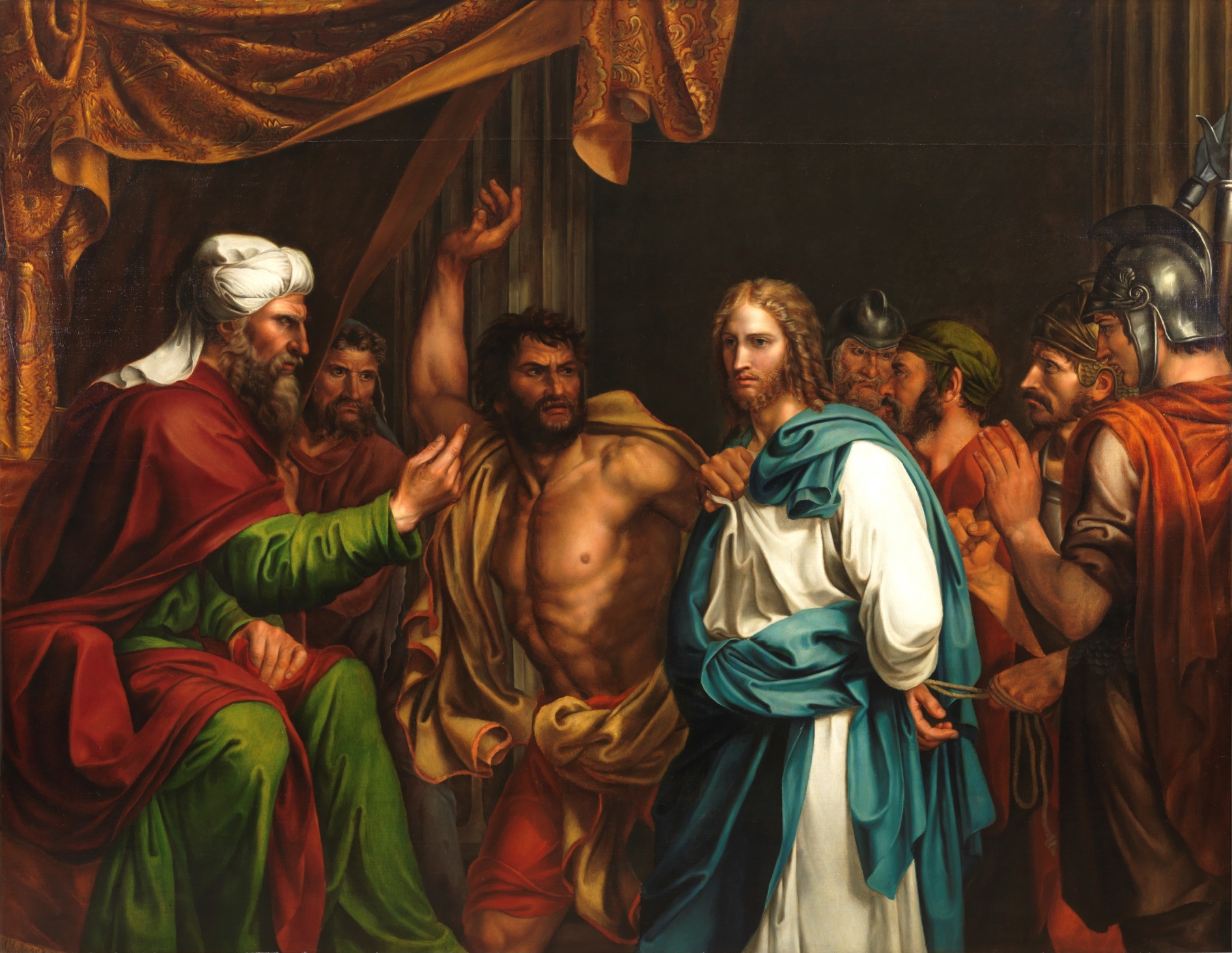
Jesús en casa de Anás, por José de Madrazo. 1803. Museo del Prado.

Anás fue un sumo sacerdote del sanedrín. Anás (también Ananus o Ananias) era hijo de Sett y fue designado sumo sacerdote entre los años 6 y 15 d. C. por el romano Quirino, hasta que el procurador romano Valerio Grato (el que después dejaría su cargo en manos de Poncio Pilato) le removió del puesto para más tarde concedérselo a Caifás (año 18), su yerno. Después de eso, Anás vio cómo varios miembros de su familia iban teniendo éxito como sumos sacerdotes. Anás tuvo cinco hijos:
- Eleazar ben Ananás (16-17)
- Jonathán ben Ananás (36-37)
- Teófilo ben Ananás (37-41)
- Matías ben Ananás (43)
- Anás ben Ananás (63)

Anás, aún después de su despido, fue considerado sumo sacerdote junto con Caifás y podía actuar como presidente del sanedrín. Según Juan el Evangelista, Jesús fue llevado primero ante Anás y, después de un interrogatorio, este pidió a sus guardias que le llevasen ante Caifás y el resto del consejo. Anás actuó junto con Caifás en la captura y en haber puesto en un madero de tormento a Jesucristo y en la posterior persecución de sus discípulos. Por eso la tradición cristiana les atribuye a Anás y Caifás la responsabilidad de haber mandado a la muerte a Jesús. Son muy pocos los registros que den a conocer la muerte de Anás. Sin embargo, en la sección «Yeshua» capítulo 48, versos 27 al 36, del libro The Son of God de Archie D. Wood, Gnóstio, se hace mención que Anás fue ahorcado con una cuerda fuerte por órdenes de Caifás, su yerno. Por ejemplo, en la Divina comedia, ambos son castigados y torturados en la tierra, en la fosa de los hipócritas, pisados por los otros condenados, que llevan una capa de plomo («Infierno XXIII», vv. 110-126).